# Human Rights Campaign
La Human Rights Campaign (HRC) è la più grande associazione lesbica, gay, bisessuale e transessuale (LGBT) d'America, con più di 750.000 soci e sostenitori. L'associazione "immagina un'America in cui lesbiche, gay, bisessuali e transessuali sono garantite la parità e abbracciato come membri a pieno titolo della famiglia americana a casa, al lavoro e in ogni comunità".

## Storia
Fondata nel 1980 da Steve Endean, ex direttore della Gay Rights National Lobby, la HRC nasce come comitato di azione politica composto inizialmente da pochi funzionari. Nel 1985 l'organizzazione si fonde con la Gay Rights National Lobby e nell'ottobre dell'anno successivo diventa ufficialmente un'organizzazione non-profit.

## Organizzazione
La HRC si compone di due distinte organizzazioni non-profit e un comitato di azione politica: la Fondazione HRC a 501(c)(3) organizzazione che si concentra sulla ricerca, advocacy e all'istruzione, la Human Rights Campaign, a 501(c)(4) organizzazione che si concentra sulle attività di lobbying Congresso e funzionari statali e locali per il sostegno di progetti di legge pro-LGBT, e mobilitare l'azione dal basso tra i suoi membri, e la HRC comitato di azione politica, che investe strategicamente nelle campagne di candidati politici che appoggeranno la legislazione a favore della parità.